# 허흡
허흡(許洽, 1904년 9월 4일 ~ 1981년 ) ) 대한민국의 행정가이다. 전직 대구시장이다. 본관은 김해이며 경상북도 구미 출신이다. 한말 의병장 허훈(許薰)의 현손이다. 

## 생애
1904년 9월 4일 경상북도 선산군 임은(지금의 구미시 임은동)에 아버지 허종(許鍾)과 어머니 이녕발 사이에서 태어났다. 
아버지 허종(許鍾)은 1920년 9월 결성된 조선독립운동후원의용단에 가입하여 서로군정서의 군자금을 모집하다가 1922년 12월 체포되어 2년간 옥고를 치렀다. 
허종은 청송 광덕에서 수리 간척으로 전장을 경영하였고, 대서업(代書業)과 운송업을 겸해서 사업에 종사하기도 하였다. 
허흡은 판임관 자격고시에 합격하여 1947년 선산군수를 역임하였으며, 이어서 달성군수, 제3대 포항시장(1951. 9. 19~1952. 5. 4)을 거쳐 제4대 민선 대구시장(1954. 10. 5~1958. 10. 4)을 지냈다.
손자는 허소 청와대 행정관이다.